# 韦里 (默兹省)
韦里（法語：Véry，法語發音：[veʁi]）是法国默兹省的一个市镇，属于凡尔登区。

## 地理
韦里（49°14'57"N, 5°4'4"E）面积11.74 平方千米，位于法国大東部大區默兹省，该省份为法国西北部内陆省份，北与比利时接壤，西接马恩省和阿登省，南至上马恩省和孚日省，东临默尔特-摩泽尔省。
与韦里接壤的市镇（或旧市镇、城区）包括：阿沃库尔、沙尔庞特里、谢皮、埃皮农维尔、阿戈讷地区蒙福孔。

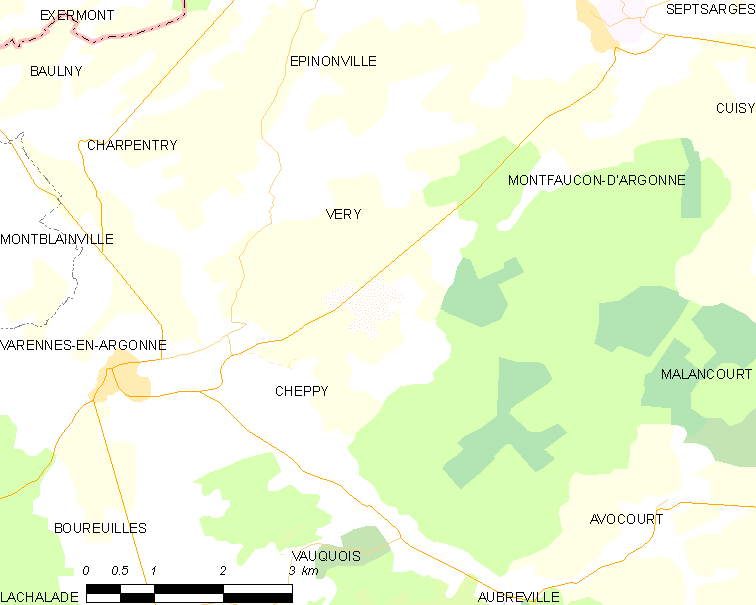
的OSM定位图

韦里的时区为UTC+01:00、UTC+02:00（夏令时）。

## 行政
韦里的邮政编码为55270，INSEE市镇编码为55549。

## 政治
韦里所属的省级选区为阿戈讷地区克莱蒙县。

## 人口

1962-2008年间人口变化图示

韦里于2022年1月1日时的人口数量为82人。